# Moussy (Dolina Oise)
Moussy – miejscowość i gmina we Francji, w regionie Île-de-France, w departamencie Dolina Oise.
Według danych na rok 1990 gminę zamieszkiwały 102 osoby, a gęstość zaludnienia wynosiła 21 osób/km² (wśród 1287 gmin regionu Île-de-France Moussy plasuje się na 1054. miejscu pod względem liczby ludności, natomiast pod względem powierzchni na miejscu 687.).